# Zhou Dunyi
Zhou Dunyi (ur. 1017, zm. 1073) – uczony z czasów dynastii Song, uznawany za jednego z prekursorów neokonfucjanizmu.
Był urzędnikiem niższego szczebla. W pracy kierował się zasadą konfucjańskiej sprawiedliwości, wielokrotnie wskazując na nadużycia popełniane przez innych, często wyższych od siebie rangą biurokratów. 
Głównym przedmiotem jego dociekań filozoficznych był Wszechświat. Badał jego genezę i zasady nim rządzące. Swoje poglądy zawarł między innymi w krótkim, ok. 250-znakowym eseju Objaśnienie Diagramu Najwyższego Kresu (Taijitu Shuo, 太極圖說) oraz w Tekście objaśniającym Księgę przemian (Tong Shu, 通書). W pierwszym z traktatów wprowadził do filozofii konfucjańskiej spekulacje metafizyczne, interpretując w nowym duchu diagram taijitu, używany dotąd przez taoistów.
Zaliczany do Pięciu Mistrzów początkowego okresu rządów Songów.